# 대구미술관
대구미술관(大邱美術館)은 대구광역시의 향토문화예술의 창달과 대구광역시민의 정서함양을 도모하기 위해 2011년 5월 26일에 개관하였으며 대한민국 대구광역시 수성구에 위치하고 있다.

## 연혁
- 2011년 5월 26일 개관.

## 시설
- 3층: 정보센터, 휴게공간
- 2층: 2~5전시실
- 1층: 1전시실, 어미홀, 강당, 아트샵, 사무공간
- 지하1층: 프로젝트 룸, 수장고, 기계설비실

## 교통
대중교통 이용시 지하철은 ● 대구 도시철도 2호선 수성알파시티역이 가장 가까우며, 대공원역 → 대구미술관 → 수성알파시티역을 순환하는 대구미술관 순환버스가 있다. 이용료는 무료다. 버스는 수성3번과 수성3-1번이 대구미술관 앞으로 지나간다.

## 같이 보기
- 대구간송미술관